# Lista dos futebolistas do século pela IFFHS
As listas a o referentes aos maiores futebolistas do século XX, segundo a International Federation of Football History & Statistics nomes do futebol no século XX transcorreu em um total de cinco etapas.

## As etapas

### Primeira
A primeira se fez quando a "IFFHS" emitiu um número de candidatos indicados por cada país, tendo portanto uma cuidadosa investigação por seu desempenho durante o século XX.

### Segunda
A segunda etapa participaram os candidatos de cada país por continente, selecionados livremente por respeitados historiadores, especialistas, e jornalistas esportivos. Em muitos países esses votos especializados foram a base para eleger os melhores. A única condição imposta foi que os ganhadores tivessem mantido um nível regular de desempenho por pelo menos uma década.

### Terceira
A terceira etapa incluiu candidatos nacionais de cada continente apresentados de tal forma que a IFFHS pudesse selecionar o número de candidatos que deviam se tomar como base para a votação do melhor jogador do mundo no século XX.

### Quarta
Na quarta etapa foi aonde se definiu os dezoito votos finais (três por continente). O júri composto por historiadores, especialistas e jornalistas puderam votar somente pelo seu continente. Por exemplo, um jurado sulamericano votou somente por jogadores sulamericanos, os europeus pelos europeus, e assim por diante. Cada país teve um voto, exceto os países de maior nível futebolístico em cada continente que teve dois votos. A votação final incluiu mais de 150 países, e o voto brasileiro incluiu sessenta reconhecidos especialistas.
O resultado destas quatro etapas foram divulgados durante o ano de 1998 e os jogadores vencedores receberam o seu reconhecimento durante a festa de Gala do Futebol Mundial em 1999.

### Quinta
Foi na quinta etapa que se chegou aos melhores do século, votando-se sobre uma lista de candidatos cuidadosamente verificados de cada continente. Para esta eleição dos melhores do mundo, cada país teve um voto, exceto os países considerados os melhores dos melhores no futebol mundial, que tiveram três votos. Os ganhadores da votação para obter Os Melhores do Século no Mundo, receberam o seu reconhecimento durante a festa de Gala do Futebol Mundial no ano de 2000.

## Melhores jogadores do mundo
| Pos. | Jogador                 | País                | Votos |
| ---- | ----------------------- | ------------------- | ----- |
| 1    | Pelé                    | Brasil              | 1705  |
| 2    | Johan Cruijff           | Países Baixos       | 1303  |
| 3    | Franz Beckenbauer       | Alemanha Ocidental  | 1228  |
| 4    | Alfredo Di Stéfano      | Argentina · Espanha | 1215  |
| 5    | Diego Maradona          | Argentina           | 1214  |
| 6    | Ferenc Puskás           | Hungria             | 810   |
| 7    | Michel Platini          | França              | 722   |
| 8    | Garrincha               | Brasil              | 624   |
| 9    | Eusébio                 | Portugal            | 544   |
| 10   | Bobby Charlton          | Inglaterra          | 508   |
| 11   | Stanley Matthews        | Inglaterra          | 368   |
| 12   | Marco van Basten        | Países Baixos       | 315   |
| 13   | Gerd Müller             | Alemanha Ocidental  | 265   |
| 14   | Zico                    | Brasil              | 207   |
| 15   | Lothar Matthäus         | Alemanha Ocidental  | 202   |
| 16   | George Best             | Irlanda do Norte    | 187   |
| 17   | Juan Alberto Schiaffino | Uruguai             | 158   |
| 18   | Ruud Gullit             | Países Baixos       | 119   |
| 19   | Didi                    | Brasil              | 116   |
| 19   | Gianni Rivera           | Itália              | 116   |
| 21   | Giuseppe Meazza         | Itália              | 108   |
| 22   | Matthias Sindelar       | Áustria             | 106   |
| 23   | Fritz Walter            | Alemanha            | 103   |
| 24   | Bobby Moore             | Inglaterra          | 98    |
| 25   | José Manuel Moreno      | Argentina           | 96    |
| 26   | Hugo Sánchez            | México              | 85    |
| 27   | George Weah             | Libéria             | 79    |
| 28   | Roger Milla             | Camarões            | 78    |
| 29   | José Leandro Andrade    | Uruguai             | 74    |
| 30   | Just Fontaine           | França              | 73    |
| 30   | Gento                   | Espanha             | 73    |
| 32   | Ladislao Kubala         | Espanha             | 71    |
| 33   | Franco Baresi           | Itália              | 70    |
| 34   | Josef Bican             | Tchecoslováquia     | 63    |
| 35   | Karl-Heinz Rummenigge   | Alemanha Ocidental  | 59    |
| 36   | Omar Sívori             | Argentina           | 56    |
| 37   | Elías Figueroa          | Chile               | 55    |
| 38   | Kevin Keegan            | Inglaterra          | 53    |
| 39   | Sándor Kocsis           | Hungria             | 52    |
| 40   | Héctor Scarone          | Uruguai             | 51    |
| 41   | Josef Masopust          | Tchecoslováquia     | 46    |
| 42   | Giacinto Facchetti      | Itália              | 44    |
| 43   | Raymond Kopa            | França              | 41    |
| 43   | Sandro Mazzola          | Itália              | 41    |
| 45   | Uwe Seeler              | Alemanha            | 40    |
| 46   | Gunnar Nordahl          | Suécia              | 36    |
| 47   | Zizinho                 | Brasil              | 35    |
| 48   | Teófilo Cubillas        | Peru                | 34    |
| 49   | Arsenio Erico           | Paraguai            | 30    |
| 50   | Denis Law               | Escócia             | 29    |
| 51   | Silvio Piola            | Itália              | 28    |
| 52   | Adolfo Pedernera        | Argentina           | 27    |
| 53   | Obdulio Varela          | Uruguai             | 24    |
| 54   | Arthur Friedenreich     | Brasil              | 23    |
| 55   | Michael Laudrup         | Dinamarca           | 22    |
| 56   | Alberto Spencer         | Equador             | 21    |
| 56   | József Bozsik           | Hungria             | 21    |
| 58   | Tostão                  | Brasil              | 19    |
| 59   | Ernst Ocwirk            | Áustria             | 18    |
| 60   | Cha Bum-Kun             | Coreia do Sul       | 11    |
| 60   | Paul Van Himst          | Bélgica             | 11    |
| 62   | Lakhdar Belloumi        | Argélia             | 10    |
| 62   | Rabah Madjer            | Argélia             | 10    |
| 64   | Majed Abdullah          | Arábia Saudita      | 9     |
| 64   | Luis Cubilla            | Uruguai             | 9     |
| 64   | Oleg Blokhin            | União Soviética     | 9     |

Fonte:

## Melhores goleiros do mundo
|    | Jogador               | Nacionalidade    | Votos |
| -- | --------------------- | ---------------- | ----- |
| 1  | Lev Yashin            | União Soviética  | 1002  |
| 2  | Gordon Banks          | Inglaterra       | 717   |
| 3  | Dino Zoff             | Itália           | 661   |
| 4  | Sepp Maier            | Alemanha         | 456   |
| 5  | Ricardo Zamora        | Espanha          | 443   |
| 6  | Chilavert             | Paraguai         | 373   |
| 7  | Peter Schmeichel      | Dinamarca        | 291   |
| 8  | Peter Shilton         | Inglaterra       | 196   |
| 9  | František Plánička    | Tchecoslováquia  | 194   |
| 10 | Amadeo Carrizo        | Argentina        | 192   |
| 11 | Gilmar                | Brasil           | 160   |
| 12 | Ladislao Mazurkiewicz | Uruguai          | 144   |
| 13 | Pat Jennings          | Irlanda do Norte | 132   |
| 14 | Ubaldo Fillol         | Argentina        | 121   |
| 15 | Antonio Carbajal      | México           | 105   |
| 16 | Jean-Marie Pfaff      | Bélgica          | 95    |
| 17 | Rinat Dasaev          | União Soviética  | 89    |
| 18 | Gyula Grosics         | Hungria          | 87    |
| 19 | Thomas Ravelli        | Suécia           | 66    |
| 20 | Walter Zenga          | Itália           | 62    |
| 21 | Vladimir Beara        | Iugoslávia       | 59    |

Fonte:

## Melhores jogadores por continente

### Ásia
|   | Jogador            | Nacionalidade  | Votos |
| - | ------------------ | -------------- | ----- |
| 1 | Cha Bum-Kun        | Coreia do Sul  | 112   |
| 2 | Kim Joo-Sung       | Coreia do Sul  | 93    |
| 3 | Majed Abdullah     | Arábia Saudita | 87    |
| 4 | Kazuyoshi Miura    | Japão          | 71    |
| 5 | Kunishige Kamamoto | Japão          | 70    |

Fonte:

### África
|   | Jogador          | Nacionalidade | Votos |
| - | ---------------- | ------------- | ----- |
| 1 | George Weah      | Libéria       | 95    |
| 2 | Roger Milla      | Camarões      | 77    |
| 3 | Abedi Pelé       | Gana          | 72    |
| 4 | Lakhdar Belloumi | Argélia       | 56    |
| 5 | Rabah Madjer     | Argélia       | 51    |

Fonte:

### Europa
|    | Jogador                     | Nacionalidade    | Votos |
| -- | --------------------------- | ---------------- | ----- |
| 1  | Johan Cruijff               | Países Baixos    | 756   |
| 2  | Franz Beckenbauer           | Alemanha         | 709   |
| 3  | Alfredo Di Stéfano          | Espanha          | 708   |
| 4  | Ferenc Puskás               | Hungria          | 667   |
| 5  | Platini                     | França           | 505   |
| 6  | Eusébio                     | Portugal         | 379   |
| 7  | Bobby Charlton              | Inglaterra       | 303   |
| 8  | Stanley Matthews            | Inglaterra       | 282   |
| 9  | Gerd Müller                 | Alemanha         | 249   |
| 10 | Marco van Basten            | Países Baixos    | 240   |
| 11 | George Best                 | Irlanda do Norte | 193   |
| 12 | Gianni Rivera               | Itália           | 113   |
| 13 | Matthias Sindelar           | Áustria          | 110   |
| 14 | Fritz Walter                | Alemanha         | 105   |
| 15 | Giuseppe Meazza             | Itália           | 90    |
| 16 | Giacinto Facchetti          | Itália           | 79    |
| 17 | Bobby Moore                 | Inglaterra       | 74    |
| 18 | Raymond Kopa                | França           | 73    |
| 19 | Uwe Seeler                  | Alemanha         | 72    |
| 20 | Franco Baresi               | Itália           | 66    |
| 21 | Ruud Gullit                 | Países Baixos    | 63    |
| 22 | Oleg Blokhin                | União Soviética  | 61    |
| 23 | Sándor Kocsis               | Hungria          | 56    |
| 24 | Ladislao Kubala             | Espanha          | 55    |
| 26 | Michael Laudrup             | Dinamarca        | 54    |
| 26 | Alessandro "Sandro" Mazzola | Itália           | 54    |
| 27 | Francisco Gento             | Espanha          | 49    |
| 28 | Josef Bican                 | Tchecoslováquia  | 47    |
| 29 | Silvio Piola                | Itália           | 46    |
| 30 | Kevin Keegan                | Inglaterra       | 45    |
| 31 | Ernst Ocwirk                | Áustria          | 44    |
| 32 | Lothar Matthäus             | Alemanha         | 43    |
| 33 | József Bozsik               | Hungria          | 41    |
| 34 | Just Fontaine               | França           | 40    |
| 34 | Karl-Heinz Rummenigge       | Alemanha         | 40    |
| 36 | Gunnar Nordahl              | Suécia           | 39    |
| 37 | Denis Law                   | Escócia          | 38    |
| 38 | Josef Masopust              | Tchecoslováquia  | 35    |
| 39 | Paul Van Himst              | Bélgica          | 28    |
| 40 | Georgi Asparuhov            | Bulgária         | 27    |
| 40 | Paolo Rossi                 | Itália           | 27    |
| 42 | Jimmy Greaves               | Inglaterra       | 26    |
| 42 | Luigi Riva                  | Itália           | 26    |
| 42 | Imre Schlosser              | Hungria          | 26    |
| 45 | Steve Bloomer               | Inglaterra       | 25    |
| 46 | Zbigniew Boniek             | Polónia          | 24    |
| 46 | Kenny Dalglish              | Escócia          | 24    |
| 46 | Allan Simonsen              | Dinamarca        | 24    |
| 46 | Eduard Streltsov            | União Soviética  | 24    |
| 50 | Gerhard Hanappi             | Áustria          | 23    |
| 50 | Luis Suárez                 | Espanha          | 23    |
| 52 | William "Dixie" Dean        | Inglaterra       | 22    |
| 53 | Roberto Baggio              | Itália           | 21    |
| 53 | Kazimierz Deyna             | Polónia          | 21    |
| 53 | Dragan Džajić               | Iugoslávia       | 21    |
| 56 | Gheorghe Hagi               | Roménia          | 19    |
| 56 | Gaetano Scirea              | Itália           | 19    |

Fonte:

### América Central e do Norte
1. Hugo Sánchez - México - 107 pontos
2. Luis Fuente - México - 45 pontos
3. Carlos Hermosillo - México - 42 pontos
4. Horacio Casarin - México - 40 pontos
5. Raúl Cárdenas - México - 39 pontos

Fonte:

### Oceania
1. Wynton Rufer - Nova Zelândia - 62 pontos
2. Frank Farina - Austrália - 41 pontos
3. Christian Karembeu - Nova Caledônia (França) - 40 pontos
4. Joseph Marston - Austrália - 34 pontos
5. John Kosmina - Austrália - 33 pontos

Fonte:

### América do Sul
| Pos. | Jogador                 | País      | Votos |
| ---- | ----------------------- | --------- | ----- |
| 1    | Pelé                    | Brasil    | 220   |
| 2    | Diego Maradona          | Argentina | 193   |
| 3    | Alfredo Di Stéfano      | Argentina | 161   |
| 4    | Garrincha               | Brasil    | 142   |
| 5    | José Manuel Moreno      | Argentina | 82    |
| 6    | Juan Alberto Schiaffino | Uruguai   | 52    |
| 7    | Zico                    | Brasil    | 51    |
| 8    | Arsenio Erico           | Paraguai  | 42    |
| 8    | Elías Figueroa          | Chile     | 42    |
| 10   | Zizinho                 | Brasil    | 40    |
| 11   | Luis Cubilla            | Uruguai   | 25    |
| 12   | Adolfo Pedernera        | Argentina | 24    |
| 13   | Arthur Friedenreich     | Brasil    | 21    |
| 13   | Tostão                  | Brasil    | 21    |
| 13   | Obdulio Varela          | Uruguai   | 21    |
| 16   | Omar Sivori             | Argentina | 19    |
| 17   | Teófilo Cubillas        | Peru      | 17    |
| 17   | Didi                    | Brasil    | 17    |
| 17   | Willington Ortiz        | Colômbia  | 17    |
| 20   | José Leandro Andrade    | Uruguai   | 16    |
| 20   | Héctor Scarone          | Uruguai   | 16    |
| 20   | Alberto Spencer         | Equador   | 16    |
| 23   | Mario Kempes            | Argentina | 15    |
| 24   | Enzo Francescoli        | Uruguai   | 13    |
| 24   | Leônidas da Silva       | Brasil    | 13    |
| 26   | Ángel Labruna           | Argentina | 12    |
| 26   | José Nasazzi            | Uruguai   | 12    |
| 26   | Nílton Santos           | Brasil    | 12    |
| 26   | Ronaldo                 | Brasil    | 12    |
| 30   | Romário                 | Brasil    | 11    |
| 31   | Paulo Roberto Falcão    | Brasil    | 10    |
| 31   | Roberto Rivellino       | Brasil    | 10    |
| 31   | Marcelo Salas           | Chile     | 10    |
| 34   | Ademir da Guia          | Brasil    | 9     |
| 35   | Héctor Chumpitaz        | Peru      | 8     |
| 35   | Daniel Passarella       | Argentina | 8     |
| 37   | Luís Pereira            | Brasil    | 7     |
| 37   | Pedro Rocha             | Uruguai   | 7     |
| 39   | Carlos Valderrama       | Colômbia  | 6     |
| 40   | Carlos Alberto Torres   | Brasil    | 5     |
| 40   | Leonel Sánchez          | Chile     | 5     |
| 40   | Iván Zamorano           | Chile     | 5     |
| 43   | Domingos da Guia        | Brasil    | 4     |
| 44   | Ademir Menezes          | Brasil    | 3     |
| 44   | José Pedro Cea          | Uruguai   | 3     |
| 44   | Raimundo Orsi           | Argentina | 3     |

Fonte:

## Melhores jogadores por país
Alemanha
- Jogadores do século

1. Franz Beckenbauer - 709 pontos
2. Gerd Müller - 249 pontos
3. Fritz Walter - 105 pontos
4. Uwe Seeler - 72 pontos
5. Lothar Matthäus - 43 pontos
6. Karl-Heinz Rummenigge - 40 pontos
7. Paul Breitner - 8 pontos
8. Günter Netzer - 6 pontos
9. Richard Hofmann - 5 pontos
10. Wolfgang Overath - 5 pontos
11. Fritz Szepan - 4 pontos
12. Andreas Brehme - 2 pontos
13. Bernd Schuster - 2 pontos
14. Andreas Möller - 1 pontos
15. Rudi Völler - 1 pontos

- Goleiros do século

1. Sepp Maier - 263 pontos
2. Harald Schumacher - 51 pontos
3. Andreas Köpke - 37 pontos
4. Jürgen Croy - 15 pontos
5. Hans Tilkowski - 10 pontos
6. Heiner Stuhlfauth - 9 pontos
7. Toni Turek - 7 pontos
8. Bodo Illgner - 4 pontos
9. Hans Jakob - 3 pontos
10. Uli Stein - 2 pontos

 Argentina
- Jogadores do século

1. Diego Maradona - 193 pontos
2. Alfredo di Stéfano - 161 pontos
3. José Manuel Moreno - 82 pontos
4. Adolfo Pedernera - 24 pontos
5. Omar Sivori - 19 pontos
6. Mario Kempes - 15 pontos
7. Angel Labruna - 12 pontos
8. Daniel Passarella - 8 pontos
9. Raimundo Orsi - 3 pontos
10. Oscar Ruggeri - 1 pontos

- Goleiros do século

1. Amadeo Carrizo - 68 pontos
2. Ubaldo Fillol - 53 pontos
3. Hugo Gatti - 20 pontos
4. Américo Tesorieri - 5 pontos
5. Antonio Roma - 4 pontos

 Áustria
- Jogadores do século

1. Matthias Sindelar - 110 pontos
2. Ernst Ocwirk - 44 pontos
3. Gerhard Hanappi - 23 pontos
4. Herbert Prohaska - 13 pontos
5. Karl Koller - 12 pontos
6. Toni Polster - 11 pontos
7. Ernst Happel - 3 pontos
8. Hans Krankl - 2 pontos

- Goleiros do século

1. Rudi Hiden - 63 pontos
2. Walter Zeman - 19 pontos
3. Michael Konsel - 3 pontos

 Bélgica
- Jogadores do século

1. Paul Van Himst - 28 pontos
2. Raymond Braine - 14 pontos
3. Eric Gerets - 3 pontos
4. Jan Ceulemans - 2 pontos
5. Jozef Mermans - 2 pontos

- Goleiros do século

1. Jean-Marie Pfaff - 100 pontos
2. Michel Preud'homme - 41 pontos
3. Jean De Bie - 3 pontos

 Brasil
- Jogadores do século

1. Pelé - 220 pontos
2. Garrincha - 142 pontos
3. Zico - 51 pontos
4. Zizinho - 40 pontos
5. Arthur Friedenreich - 21 pontos
6. Tostão - 21 pontos
7. Didi - 17 pontos
8. Leônidas da Silva - 13 pontos
9. Nilton Santos - 12 pontos
10. Ronaldo - 12 pontos
11. Romário - 11 pontos
12. Falcão - 10 pontos
13. Rivelino - 10 pontos
14. Ademir da Guia - 9 pontos
15. Luís Edmundo Pereira - 7 pontos
16. Carlos Alberto Torres - 5 pontos
17. Domingos da Guia - 4 pontos
18. Ademir Menezes - 3 pontos
19. Bebeto - 2 pontos
20. Jairzinho - 2 pontos
21. Gérson - 2 pontos

- Goleiros do século

1. Gilmar dos Santos Neves - 47 pontos
2. Émerson Leão - 13 pontos
3. Barbosa - 11 pontos
4. Manga - 4 pontos

 Espanha
- Jogadores do século

1. Alfredo di Stéfano - 708 pontos
2. Ferenc Puskás - 667 pontos
3. Ladislao Kubala - 53 pontos
4. Francisco Gento - 49 pontos
5. Luis Suárez - 23 pontos
6. Emilio Butragueño - 8 pontos
7. Michel - 3 pontos
8. Amancio Amaro - 2 pontos
9. Telmo Zarra - 2 pontos

- Goleiros do século

1. Ricardo Zamora - 304 pontos
2. Andoni Zubizarreta - 31 pontos
3. José Ángel Iríbar - 10 pontos
4. Luis Arconada - 7 pontos
5. Antoni Ramallets - 5 pontos
6. Francisco Buyo - 3 pontos

 França
- Jogadores do século

1. Michel Platini - 505 pontos
2. Raymond Kopa - 72 pontos
3. Just Fontaine - 40 pontos
4. Eric Cantona - 12 pontos
5. Jean Tigana - 11 pontos
6. Jean-Pierre Papin - 11 pontos
7. Robert Jonquet - 2 pontos

- Goleiros do século

1. Bernard Lama - 6 pontos
2. Pierre Chayriguès - 5 pontos
3. Julien Darui - 4 pontos
4. Fabien Barthez - 3 pontos

 Holanda
- Jogadores do século

1. Johan Cruijff - 753 pontos
2. Marco van Basten - 240 pontos
3. Ruud Gullit - 63 pontos
4. Dennis Bergkamp - 14 pontos
5. Ruud Krol - 10 pontos
6. Ronald Koeman - 8 pontos
7. Frank Rijkaard - 3 pontos
8. Faas Wilkes - 2 pontos

- Goleiros do século

1. Hans van Breukelen - 37 pontos
2. Edwin van der Sar - 21 pontos
3. Eddy Pieters Graafland - 3 pontos

 Hungria
- Jogadores do século

1. Ferenc Puskás - 667 pontos
2. Sándor Kocsis - 54 pontos
3. József Bozsik - 41 pontos
4. Imre Schlosser - 26 pontos
5. Györgi Sárosi - 16 pontos
6. Nándor Hidegkuti - 11 pontos
7. Flórián Albert - 8 pontos
8. György Orth - 2 pontos

- Goleiros do século

1. Gyula Grosics - 117 pontos
2. Károly Zsák - 5 pontos

 Inglaterra
- Jogadores do século

1. Bobby Charlton - 303 pontos
2. Stanley Matthews - 282 pontos
3. Bobby Moore - 74 pontos
4. Kevin Keegan - 45 pontos
5. James Greaves - 26 pontos
6. Stephen Bloomer - 25 pontos
7. William "Dixie" Dean - 22 pontos
8. Thomas Lawton - 15 pontos
9. Thomas Finney - 13 pontos
10. Gary Lineker - 13 pontos
11. Vivian John Woodward - 11 pontos

- Goleiros do século

1. Gordon Banks - 360 pontos
2. Peter Shilton - 124 pontos
3. Frank Victor Swift - 17 pontos
4. David Seaman - 12 pontos
5. Samuel Hardy - 10 pontos
6. Harry Hibbs - 3 pontos

 Itália
- Jogadores do século

1. Gianni Rivera - 113 pontos
2. Giuseppe Meazza - 90 pontos
3. Giacinto Facchetti - 79 pontos
4. Franco Baresi - 66 pontos
5. Sandro Mazzola - 53 pontos
6. Silvio Piola - 46 pontos
7. Paolo Rossi - 27 pontos
8. Luigi Riva - 26 pontos
9. Roberto Baggio - 21 pontos
10. Gaetano Scirea - 19 pontos
11. Paolo Maldini - 12 pontos
12. Roberto Bettega - 9 pontos
13. Giampiero Boniperti - 3 pontos

- Goleiros do século

1. Dino Zoff - 373 pontos
2. Gianpiero Combi - 49 pontos
3. Walter Zenga - 18 pontos
4. Angelo Peruzzi - 13 pontos
5. Enrico Albertosi - 12 pontos
6. Gianluca Pagliuca - 10 pontos
7. Giuliano Sarti - 7 pontos
8. Lorenzo Buffon - 3 pontos

 Uruguai
- Jogadores do século

1. Juan Alberto Schiaffino - 52 pontos
2. Luis Cubilla - 25 pontos
3. Obdulio Jacinto Varela - 21 pontos
4. José Leandro Andrade - 16 pontos
5. Héctor Scarone - 16 pontos
6. Enzo Francescoli - 13 pontos
7. José Nasazzi - 12 pontos
8. Pedro Rocha - 7 pontos
9. Pedro Cea - 3 pontos
10. Alcides Edgardo Ghiggia - 2 pontos

- Goleiros do século

1. Ladislao Mazurkiewicz - 46 pontos
2. Roque Máspoli - 26 pontos
3. Rodolfo Rodríguez - 6 pontos
4. Andrés Mazali - 4 pontos

## Melhores jogadoras
1. Marta - Brasil - 443 pontos
2. Michelle Akers - EUA - 411 pontos
3. Heidi Mohr - Alemanha - 250 pontos
4. Carolina Morace - Itália - 230 pontos
5. Sissi - Brasil - 212 pontos